# 普西亞布蒂王朝
普西亞布蒂王朝（IAST：Puṣyabhūti-vaṃśa），也称伐弹那王朝，为6至7世纪印度北部的一个王朝。其疆域在最后一位统治者曷利沙伐弹那治理下达到顶峰，占据了印度北部及西北许多土地，向东延伸至迦摩缕波，向南拓展至了讷尔默达河。王朝统治中心起初位于坦尼沙城（今印度哈里亚纳邦塔内萨尔），但曷利沙将都城迁移至了曲女城（今北方邦卡瑙杰），并在此一直统治到公元647年。

## 名称
根据宫廷诗人巴纳所著的《赫夏查利陀》， 王朝名为Puṣyabhūti或Puṣpabhūti。在《赫夏查利陀》手稿中，其写法为后者，但乔治·比勒认为正确写法应该为前者，后者为抄写错误。现代学者多使用后者，但也有部分人使用前者。
也有一些现代书籍称其为「伐弹那王朝」，因为其国王名字的后缀为「伐弹那」。但也有其他王朝的国王名字里拥有相同后缀，故有可能造成混淆。

## 起源
王朝的起源已不可考。公元7世纪巴纳所著的《赫夏查利陀》中对其起源的描述颇为传奇，并称普西亞布蒂为其建立者。普西亞布蒂定都于坦尼沙城，他是湿婆追随者之一，因受到一位来自“南方”的老师Bhairavacharya影响，在一次仪式后皈依了怛特羅密教。之后一位女神为其灌顶加冕，并祈愿王朝光辉伟大。
《赫夏查利陀》中的普西亞布蒂可能为虚构形象，因为这个名字在其他来源中未有提及。

## 历史
普西亞布蒂王朝起初只统治着首都薩他泥濕伐羅周围的一小片土地。阿底亚伐弹那娶了后笈多王朝统治者的妹妹，其继任者——光增王波罗羯罗伐弹那通过武力扩张了领土，并将女儿曷邏闍室利嫁给穆克里國王伽羅訶伐摩，此后普西亞布蒂王朝与穆克里王国关系日渐紧密。
根据《赫夏查利陀》记载，光增王死后，摩腊婆国王在高达国王支持下进攻曲女城。穆克里國王伽羅訶伐摩被杀害，王妃曷邏闍室利被囚於城內。巴纳未提及其名字，但历史学家推测他是后笈多王朝统治者提婆笈多。光憎王长子曷罗阇伐弹那将其击败，但遭到高达国王杀害。
《赫夏查利陀》又记载道，次子曷利沙伐彈那发誓要为兄长报仇，并消灭高达国王及其同盟。同样，书中未记载高达国王的名字，但历史学家认为他就是設賞伽。曷利沙还与迦摩缕波国王拘罗摩结成军事同盟，东西两面夹击設賞伽，迫使其撤退。606年，曷利沙伐彈即位，是为戒日王。其统治了印度北部的广大区域。
曷利沙伐彈那最终定都曲女城，612年，伐弹那王朝与穆克里王国合并，是为戒日王朝。曷利沙伐彈那一直统治到647年，但他死后并无子嗣，导致王朝终结。

## 统治者

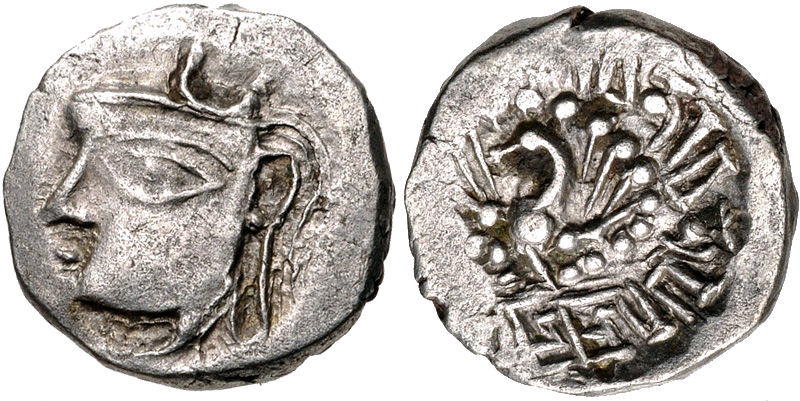
曷利沙伐彈那货币，约公元606年至647年

以下列出了普西亞布蒂王朝统治者的姓名及称号：
- 普西亞布蒂（可能为传说）
- 那罗伐弹那 （约500年至525年）
- 曷罗阇伐弹那一世（约525年至555年）
- 阿底亚伐弹那（英语：Adityavardhana）（日增王，约550年至580年）
- 波罗羯罗伐弹那（英语：Prabhakara-vardhana）（光增王，约580年至605年）
- 罗伽伐弹那（英语：Rajya-vardhana）（王增王，约605年至606年）
- 曷利沙伐彈那（戒日王，约606年至647年）

### 脚注
1. 1 2  D. C. Ganguly 1981，第240頁.
2. 1 2  Baijnath Sharma 1970，第89頁.
3. ↑  Max Deeg 2016，第99頁.
4. ↑  Hans Bakker 2014，第78-79頁.
5. ↑  Hans Bakker 2014，第80頁.
6. 1 2  梁捍江 2018，第126頁.
7. ↑  Hans Bakker 2014，第79頁.
8. ↑  Hans Bakker 2014，第81頁.
9. ↑  Hans Bakker 2014，第82頁.
10. ↑  Hans Bakker 2014，第85-86頁.
11. ↑  Hans Bakker 2014，第87頁.
12. ↑  梁捍江 2018，第128頁.
13. ↑  Hans Bakker 2014，第88頁.
14. 1 2  Sukla Das 1990，第2頁.
15. ↑  梁捍江 2018，第127頁.
16. ↑  CNG Coins  （页面存档备份，存于）
17. ↑  Ronald M. Davidson 2012，第38-39頁.

### 书籍
- 梁捍江. . 海鴿文化出版圖書有限公司. 2018  [2018-11-18]. （原始内容存档于2018-11-22）.
- Baijnath Sharma. . Sushma Prakashan. 1970. OCLC 202093.
- D. C. Ganguly. . R. C. Majumdar  (编). . 3, Part I: A.D. 300-985. Indian History Congress / People's Publishing House. 1981. OCLC 34008529.
- Hans Bakker. . BRILL. 2014. ISBN 978-90-04-27714-4.
- Max Deeg. . Thomas Jülch  (编). . BRILL. 2016  [2018-11-17]. ISBN 978-90-04-32258-5. （原始内容存档于2021-07-04）.
- Ronald M. Davidson. . Columbia University Press. 2012  [2018-11-17]. ISBN 978-0-231-50102-6. （原始内容存档于2019-05-02）.
- Sukla Das. . Abhinav Publications. 1990  [2018-11-17]. ISBN 978-81-7017-054-9. （原始内容存档于2019-05-02）.
- Upinder Singh. . Pearson Education India. 2008. ISBN 978-81-317-1120-0.